# Serlachiusmuseerna
Serlachiusmuseerna är två finländska museer i Mänttä i Finland, som ägs av Gösta Serlachius konststiftelse:
- Gustaf, ett lokalhistoriskt och kulturmuseum
- Gösta, ett konstmuseum